# International 200 1960
International 200 1960 var ett stockcarlopp ingående i Nascar Grand National Series (nuvarande Nascar Cup Series) som kördes 25 juni 1960  på den 0,25 mile (402 m) långa ovalbanan Bowman Gray Stadium i Winston-Salem i North Carolina. Totalt avverkades 50 miles (80,467 km) fördelat på 200 varv. Banunderlaget var asfalt. Loppet vanns av Glen Wood i en Ford på tiden 1:05.24 körande för Wood Brothers Racing. Woods snitthastighet uppgick till 45,872 mph. Prispotten uppgick till 4 755 dollar, varav 1 125 dollar gick till segraren.
I startfältet fanns utöver sedvanliga amerikanska bilmärken som Ford, Chevrolet och Plymouth även brittiska bilmärken som MG och Triumph.

## Resultat
| Plc     | Nr  | Förare          | Team/ bilägare       | Konstruktör | Start | Varv | Ledda varv |
| ------- | --- | --------------- | -------------------- | ----------- | ----- | ---- | ---------- |
| 1       | 16  | Glen Wood       | Wood Brothers Racing | Ford        | 3     | 200  | 200        |
| 2       | 42  | Lee Petty       | Petty Enterprises    | Plymouth    | 1     | 200  | 0          |
| 3       | 4   | Rex White       | Rex White            | Chevrolet   | 5     | 198  | 0          |
| 4       | 43  | Richard Petty   | Petty Enterprises    | Plymouth    | 2     | 197  | 0          |
| 5       | 11  | Ned Jarrett     | Ned Jarrett          | Ford        | 6     | 195  | 0          |
| 6       | 12  | Joe Weatherly   | Fred Wheat           | Plymouth    | 7     | 193  | 0          |
| 7       | 36  | Tommy Irwin     | Tommy Irwin          | Ford        | 9     | 192  | 0          |
| 8       | 74  | Buck Baker      | L.D. Austin          | Chevrolet   | 8     | 189  | 0          |
| 9       | 17  | Fred Harb       | Fred Harb            | Ford        | 11    | 187  | 0          |
| 10      | 54  | Jimmy Pardue    | Ebart Clifton        | Dodge       | 13    | 186  | 0          |
| 11      | 9   | Roy Tyner       | Roy Tyner            | Ford        | 10    | 185  | 0          |
| 12      | 1   | Paul Lewis      | Jess Potter          | Chevrolet   | 12    | 176  | 0          |
| 13      | 21  | Bob Welborn     | Wood Brothers Racing | Ford        | 4     | 127  | 0          |
| 14      | 74  | Jack Hart       | i.u.                 | Triumph     | 15    | 76   | 0          |
| 15      | 25  | Bill Massey     | i.u.                 | MG          | 18    | 71   | 0          |
| 16      | 17X | Bill Whitley    | i.u.                 | Chevrolet   | 16    | 6    | 0          |
| 17      | 78  | Jimmie Lewallen | i.u.                 | Ford        | 14    | 2    | 0          |
| 18      | 3   | Smokey Cook     | i.u.                 | MG          | 17    | 1    | 0          |
| Källor: |     |                 |                      |             |       |      |            |